# فولفغانغ هابر
فولفغانغ هابر (بالألمانية: Wolfgang Haber)‏ هو أستاذ جامعي وأحيائي وبروفيسور ألماني، ولد في 13 سبتمبر 1925 في داتلن في ألمانيا.